# Devushki byvayut raznye
Devushki byvayut raznye, conosciuto anche con il titolo internazionale Some Like It Cold 2, è un film del 2019 diretto da Sarik Andreasyan.
La pellicola è liberamente ispirata alla commedia del 1959 A qualcuno piace caldo, della quale si può considerare un rifacimento; è inoltre il seguito, con attori differenti, del film del 2014 V sporte tolko devushki.

## Trama
Tre amici decidono di recarsi in vacanza in Messico; la mattina successiva non ricordano tuttavia nulla, tranne di aver rovinato gli affari del pericoloso criminale Juan, al quale adesso devono molti soldi. I tre cercano così di nascondersi da lui, travestendosi da donne e partecipando a delle gare femminili di surf; il loro scopo è vincere il primo premio, dell'ammontare di centomila dollari, per poter saldare il loro debito e abbandonare il paese.

## Distribuzione
In Russia, la pellicola è stata distribuita a partire dal 10 ottobre 2019.